# Nguyễn Phúc Miên Áo
Phú Bình Quận vương Nguyễn Phúc Miên Áo (富平郡王 阮福綿𡪿; 4 tháng 1 năm 1817 - 1 tháng 2 năm 1865), trước tên là Nguyễn Phúc Miên An (阮福綿安), là một hoàng tử của Hoàng đế Minh Mạng.

## Tiểu sử
Miên Áo là con trai thứ sáu của vua Minh Mạng, mẹ là Nhất giai Hiền phi Ngô Thị Chính, người huyện Đăng Xương, tỉnh Quảng Trị, con gái quan Chưởng cơ Ngô Văn Sở. Ông chào đời ngày 4 tháng 1 năm 1817, tức 27 tháng 11 năm Bính Tí theo Âm lịch, khi Minh Mạng còn là hoàng tử dưới triều vua Gia Long.
Năm Minh Mạng thứ 11 (1830), ông được vua Minh Mạng phong làm Phú Bình Quận công. Năm 1836, được cử làm Hữu tôn nhân ở Tôn nhân phủ, sau thăng làm Thân công. Trong mấy kỳ tế Đổng hưởng 1849 và Xuân hưởng 1850, Hợp hưởng 1851, Đông hưởng 1858, Xuân hưởng 1859... vì vua Tự Đức đều không khỏe trong người nên cử Miên Áo thay mặt làm lễ tế thay. Năm 1862, được làm nhiếp hiến (đứng hầu) nhà vua làm lễ tế Nam giao.
Năm 1864, vì con vợ thứ của ông là công tử Hồng Tập vì bất bình với bản Hòa ước Nhâm Tuất với Pháp, nhiều lần tâu xin với nhà vua ra quân giết các giáo sĩ Thiên Chúa và người dân theo đạo. Tự Đức không nghe và đưa tờ sớ cho Phú Bình công, để ông biết việc nóng bậy của con. Sau đó Tập bèn cùng với Phò mã Trương Văn Chất và dân thường Nguyễn Văn Viện mưu giết các đại thần là Phan Thanh Giản và Trần Tiễn Thành rồi chia quân đi càn quét dân lương giáo ở các xã thôn gần liền. Nhưng tới ngày khởi sự (mồng 2 tháng 7 ÂL) thì bọn họ sợ hãi không dám thi hành nữa. Đến khi việc phát giác ra, vua giao xuống phủ Tôn nhân và đình thần hội lại tra xét.
Năm Tự Đức thứ 17 (1864) Vũ Tập (đã đổi qua họ mẹ) bị đề nghị lăng trì xử tử, Phú Bình công thì nói là không biết dạy con nên bị cách bỏ công tước và đánh trượng lưu đày. Vua xem xong giảm án của Vũ Tập xuống thành bêu đầu. Miên Áo chuẩn cách tước công, bị chép phụ ở sau sổ Tôn thất nhưng miễn cho khỏi phải trượng đồ, đợi biết hối lỗi sẽ lại ra ơn cho.
Ngày 1 tháng 2 năm 1865, tức 6 tháng 1 năm Ất Sửu, ông qua đời, thọ 50 tuổi. Vua Tự Đức cho khôi phục tước Quận công để được thờ cúng, nhưng không được ban thụy. Năm 1878, nhân dịp Ngũ tuần đại khánh (sinh nhật 50) của Tự Đức, nhà vua ban dụ miễn tội cho ông và phục tước Thân công. Về sau ông được truy phong Phú Bình Quận vương, ban thuỵ là Trang Cung (莊恭) cho dựng đền thờ ở xã Dương Xuân, huyện Hương Trà, sau dời về phường Cát Phủ, tỉnh Thừa Thiên. Mộ ông nằm ở làng Nguyệt Biểu, huyện Hương Thủy, tỉnh Thừa Thiên.

## Gia quyến

### Anh chị em
Ngoài Miên Áo, bà Hiền phi Chính còn hạ sinh thêm 4 hoàng tử và 4 hoàng nữ khác, là:
- Anh trai: Nguyễn Phúc Miên Chính (1807), hoàng tử thứ 2, chết non
- Anh trai: Vĩnh Tường Quận vương Miên Hoành, hoàng tử thứ 5
- Em trai: Hòa Quốc công Miên Quân (1828 - 1863), hoàng tử thứ 40
- Em trai: Quảng Hóa Quận công Miên Uyển (1833 - 1893), hoàng tử thứ 60
- Chị gái: Nguyễn Phúc Ngọc Tông (1812 - 1824), trưởng công chúa, chết trẻ, thụy An Tĩnh (安静)
- Chị gái: An Phú Công chúa Khuê Gia (1813 - 1865), công chúa thứ 2
- Chị gái: Lộc Thành Công chúa Uyển Diễm (1815 - 1836), công chúa thứ 3
- Em gái: Nguyễn Phúc Thụy Thục (1829 - 1835), công chúa thứ 32, chết trẻ

### Con cái
Phú Bình Quận vương có 10 con trai và bảy con gái. Con trưởng là Hồng Quế lúc đầu được phong là Hoài An Đình hầu, sau tập phong là Kỳ ngoại hầu. Về sau người em là Hồng Trạch đi tố cáo mẹ của Quế là bất hợp pháp, vì vậy mà Hồng Quế bị đoạt tước. Con thứ 7 là Hồng Vinh, năm 1883 được tập phong làm Phú Bình hầu.

## Trong văn hoá đại chúng
| Năm  | Tác Phẩm        | Diễn Viên        | Nhân Vật             |
| 2020 | 《Phượng khấu》 | Huỳnh Minh Hoàng | Nguyễn Phước Miên Áo |